# Юрген Фассбендер
Юрген Фассбендер (нім. Jürgen Fassbender; нар. 28 травня 1948) — колишній німецький тенісист.
Найвищу одиночну позицію світового рейтингу — 31 місце досяг 23 серпня 1973, парну — 22 місце — 1 березня 1976 року.
Здобув 3 одиночні та 16 парних титулів.
Найвищим досягненням на турнірах Великого шолома були півфінали в парному розряді.
Завершив кар'єру 1981 року.

## Фінали за кар'єру

### Одиночний розряд: 6 (3–3)
| Результат | В-П | Дата     | Турнір                         | Покриття   | Суперник       | Рахунок            |
| --------- | --- | -------- | ------------------------------ | ---------- | -------------- | ------------------ |
| Поразка   | 0–1 | Лип 1972 | Дюссельдорф, Західна Німеччина | Ґрунт      | Іліє Настасе   | 0–6, 2–6, 1–6      |
| Перемога  | 1–1 | Бер 1973 | Чарлстон, США                  | Килим (i)  | Кларк Гребнер  | 4–6, 6–1, 6–4      |
| Поразка   | 1–2 | Бер 1974 | Парамес, США                   | Килим (i)  | Сенді Меєр     | 1–6, 3–6           |
| Перемога  | 2–2 | Тра 1974 | Мюнхен, Західна Німеччина      | Ґрунт      | Франсуа Жоффре | 6–2, 5–7, 6–1, 6–4 |
| Поразка   | 2–3 | Лют 1975 | Бока-Ратон, США                | Тверде     | Джиммі Коннорс | 4–6, 2–6           |
| Перемога  | 3–3 | Бер 1975 | Дюссельдорф, Німеччина         | Тверде (i) | Бернар Міньйо  | 6–3, 6–3, 6–4      |

### Парний розряд: 35 (16–19)
| Результат | В-П   | Дата     | Турнір                               | Покриття   | Партнер            | Суперники                            | Рахунок                 |
| --------- | ----- | -------- | ------------------------------------ | ---------- | ------------------ | ------------------------------------ | ----------------------- |
| Перемога  | 1–0   | Сер 1968 | Кіцбюель, Австрія                    | Ґрунт      | Вільгельм Бунгерт  | Джералд Беттрік Боббі Вілсон         | 6–3, 7–5                |
| Поразка   | 1–1   | Сер 1969 | Гамбург, Західна Німеччина           | Ґрунт      | Жан-Клод Баркле    | Том Оккер Марті Ріссен               | 1–6, 2–6, 4–6           |
| Поразка   | 1–2   | Чер 1972 | Лондон Queen's Club, Велика Британія | Трава      | Карл Майлер        | Джим Макманус Джим Осборн            | 6–4, 3–6, 5–7           |
| Перемога  | 2–2   | Лип 1972 | Кіцбюель, Австрія                    | Ґрунт      | Ганс-Юрген Поманн  | Мал Андерсон Джефф Мастерз           | 7–6, 6–4, 6–4           |
| Перемога  | 3–2   | Січ 1973 | Бірмінгем, США                       | Тверде     | Пет Крамер         | Кларк Гребнер Йон Ціріак             | 6–4, 7–5                |
| Поразка   | 3–3   | Лют 1973 | Солсбері, США                        | Тверде (i) | Хуан Хісберт стар. | Кларк Гребнер Іліє Настасе           | 6–2, 4–6, 3–6           |
| Перемога  | 4–3   | Чер 1973 | Гамбург, Західна Німеччина           | Ґрунт      | Ганс-Юрген Поманн  | Мануель Орантес Йон Ціріак           | 7–6, 7–6, 7–6           |
| Поразка   | 4–4   | Жов 1973 | Маніла, Філіппіни                    | Тверде     | Ганс-Юрген Поманн  | Марсельйо Лара Шервуд Стюарт         | 2–6, 0–6                |
| Поразка   | 4–5   | Лис 1973 | Крайстчерч, Нова Зеландія            | Килим (i)  | Джефф Сімпсон      | Ананд Амрітрадж Фред Макнеер         | w/o                     |
| Перемога  | 5–5   | Січ 1974 | Омаха, США                           | Килим (i)  | Карл Майлер        | Ян Флетчер Кім Ворвік                | 6–2, 6–4                |
| Перемога  | 6–5   | Лют 1974 | Балтимор, США                        | Килим (i)  | Карл Майлер        | Овен Девідсон Кларк Гребнер          | 7–6, 7–5                |
| Перемога  | 7–5   | Лют 1974 | Літл-Рок, США                        | Килим (i)  | Карл Майлер        | Вітас Ґерулайтіс Боб Г'юїтт          | 6–0, 6–2                |
| Перемога  | 8–5   | Бер 1974 | Калгарі, Канада                      | Тверде (i) | Карл Майлер        | Іван Моліна Хайро Веласко стар.      | 6–4, 6–4                |
| Перемога  | 9–5   | Бер 1974 | Темпе, Arizona                       | Тверде     | Карл Майлер        | Ієн Флетчер Кім Ворвік               | 4–6, 6–4, 7–5           |
| Поразка   | 9–6   | Тра 1974 | Мюнхен, Західна Німеччина            | Ґрунт      | Ганс-Юрген Поманн  | Антоніо Муньйос Мануель Орантес      | 6–2, 4–6, 6–7, 2–6      |
| Перемога  | 10–6  | Тра 1974 | Гамбург, Західна Німеччина           | Ґрунт      | Ганс-Юрген Поманн  | Браян Готтфрід Рауль Рамірес         | 6–3, 6–4, 6–4           |
| Поразка   | 10–7  | Сер 1974 | Індіанаполіс, США                    | Ґрунт      | Ганс-Юрген Поманн  | Джиммі Коннорс Іліє Настасе          | 7–6, 3–6, 4–6           |
| Поразка   | 10–8  | Сер 1974 | Монреаль, Канада                     | Тверде     | Ганс-Юрген Поманн  | Мануель Орантес Гільєрмо Вілас       | 1–6, 6–2, 2–6           |
| Поразка   | 10–9  | Лис 1974 | Джакарта, Індонезія                  | Тверде     | Ганс-Юрген Поманн  | Ісмаїл Ель-Шафей Роско Теннер        | 5–7, 3–6                |
| Перемога  | 11–9  | Січ 1975 | Бірмінгем, США                       | Килим (i)  | Карл Майлер        | Колін Даудесвелл Джон Юїлл           | 6–1, 3–6, 7–6           |
| Поразка   | 11–10 | Лют 1975 | Бока-Ратон, США                      | Тверде     | Йон Ціріак         | Хуан Хісберт стар. Кларк Гребнер     | 2–6, 1–6                |
| Поразка   | 11–11 | Бер 1975 | London WCT, Велика Британія          | Килим (i)  | Ганс-Юрген Поманн  | Паоло Бертолуччі Адріано Панатта     | 3–6, 4–6                |
| Перемога  | 12–11 | Лип 1975 | Гштад, Швейцарія                     | Ґрунт      | Ганс-Юрген Поманн  | Колін Даудесвелл Кен Роузволл        | 6–4, 9–7, 6–1           |
| Поразка   | 12–12 | Сер 1975 | Колумбус, США                        | Тверде     | Ганс-Юрген Поманн  | Боб Лутц Стен Сміт                   | 2–6, 7–6, 3–6           |
| Поразка   | 12–13 | Лис 1975 | Буенос-Айрес, Аргентина              | Ґрунт      | Ганс-Юрген Поманн  | Паоло Бертолуччі Адріано Панатта     | 6–7, 7–6, 4–6           |
| Поразка   | 12–14 | Тра 1976 | Мюнхен, Західна Німеччина            | Ґрунт      | Ганс-Юрген Поманн  | Хуан Хісберт стар. Мануель Орантес   | 6–1, 3–6, 2–6, 3–2 ret. |
| Поразка   | 12–15 | Чер 1976 | Берлін, Західна Німеччина            | Тверде     | Ганс-Юрген Поманн  | Патрісіо Корнехо Антоніо Муньйос     | 5–7, 1–6                |
| Перемога  | 13–15 | Лип 1976 | Гштад, Швейцарія                     | Ґрунт      | Ганс-Юрген Поманн  | Паоло Бертолуччі Адріано Панатта     | 7–5, 6–3, 6–3           |
| Поразка   | 13–16 | Лип 1976 | Кіцбюель, Австрія                    | Ґрунт      | Ганс-Юрген Поманн  | Їржі Гржебець Ян Кодеш               | 7–6, 2–6, 4–6           |
| Перемога  | 14–16 | Тра 1977 | Дюссельдорф, Західна Німеччина       | Ґрунт      | Карл Майлер        | Пол Кронк Кліфф Летчер               | 6–3, 6–3                |
| Перемога  | 15–16 | Лип 1977 | Гштад, Швейцарія                     | Ґрунт      | Карл Майлер        | Колін Даудесвелл Боб Г'юїтт          | 6–4, 7–6                |
| Поразка   | 15–17 | Бер 1978 | Лагос, Нігерія                       | Ґрунт      | Колін Даудесвелл   | Джордж Гарді Саші Менон              | 3–6, 6–3, 5–7           |
| Поразка   | 15–18 | Тра 1978 | Мюнхен, Західна Німеччина            | Ґрунт      | Том Оккер          | Йон Ціріак Гільєрмо Вілас            | 6–3, 4–6, 6–7           |
| Перемога  | 16–18 | Чер 1978 | Берлін, Західна Німеччина            | Ґрунт      | Колін Даудесвелл   | Желько Франулович Ганс Гільдемайстер | 6–3, 6–4                |
| Поразка   | 16–19 | Тра 1979 | Мюнхен, Західна Німеччина            | Ґрунт      | Жан-Луї Ейє        | Войцех Фібак Том Оккер               | 6–7, 5–7                |